# حزام (اسم)
حزام هو اسم علم مذكر من أصل عربي، ومعناه هو صيغة مبالغة من اسم الفاعل حازم.

## شخصيات تحمل الاسم
- حزام العتيبي (صحفي سعودي، 1960 – 30 أكتوبر 2013)
- حزام الميع (سياسي كويتي)
- حزام بن خويلد
- حزام بن هزاع بن عمر
- حزام ناجي مصلح فاضل (سياسي يمني، 1945 – )

## وصلات خارجية
- موسوعة السلطان قابوس لأسماء العرب نسخة محفوظة 5 أبريل 2019 على موقع واي باك مشين.